# 公担
公担（英語：quintal）是许多国家及地区的曾经的质量单位，通常定义为100个基本单位，例如磅或千克。
许多欧洲语言都将英制英担（8英石或112磅 [50.80千克]）和美制英担（100磅 [45.36千克]）翻译为与“quintal”或“centner”对应的同源词。